# Ривс (округ, Техас)
Шаблон:StateAbbr_ 31°19′ пн. ш. 103°41′ зх. д. / 31.32° пн. ш. 103.68° зх. д.
Округ Ривс (англ. Reeves County) — округ (графство) у штаті Техас, США. Ідентифікатор округу 48389.

## Історія
Округ утворений 1883 року.

## Демографія
За даними перепису 2000 року загальне населення округу становило 13137 осіб, зокрема міського населення було 10819, а сільського — 2318. Серед мешканців округу чоловіків було 6940, а жінок — 6197. В окрузі було 4091 домогосподарство, 3130 родин, які мешкали в 5043 будинках. Середній розмір родини становив 3,45.
Віковий розподіл населення поданий у таблиці:
| Стать    | До 15 років | 15-21 | 22-29 | 30-39 | 40-49 | 50-65 | 65-85 | Понад 85 |
| -------- | ----------- | ----- | ----- | ----- | ----- | ----- | ----- | -------- |
| Чоловіки | 1564        | 996   | 853   | 803   | 1015  | 931   | 727   | 51       |
| Жінки    | 1529        | 704   | 566   | 770   | 788   | 962   | 764   | 114      |

## Суміжні округи
- Едді, Нью-Мексико —  північ (Гірський час)
- Лавінг — північний схід
- Ворд — схід
- Пекос — південний схід
- Джефф-Девіс — південний захід
- Калберсон — захід

## Виноски
1. ↑  Texas State Historical Association, Barkley R. R., Tyler R. C. Handbook of Texas — Texas State Historical Association, 1952. — ISBN 978-0-87611-151-2
2. ↑  U.S. Decennial Census. United States Census Bureau. Процитовано 9 травня 2015.
3. ↑  Texas Almanac: Population History of Counties from 1850–2010 (PDF). Texas Almanac. Процитовано 9 травня 2015.
4. ↑  State & County QuickFacts. United States Census Bureau. Архів оригіналу за 18 жовтня 2011. Процитовано 23 грудня 2013.(англ.) Наведено за англійською вікіпедією.
5. ↑  American FactFinder. Бюро перепису населення США. Архів оригіналу за 26 лютого 2012. Процитовано 31 січня 2008.

| США | Це незавершена стаття з географії США. Ви можете допомогти проєкту, виправивши або дописавши її. |